# Eli Smith
Eli Smith (n. 13 septembrie 1801, Northford⁠(d), North Branford⁠(d), Connecticut, SUA – d. 11 ianuarie 1857, Beirut, Imperiul Otoman) a fost un protestant misionar și savant american. A absolvit Colegiul Yale în 1821 și Seminarul Teologic Andover în 1826. A lucrat în Malta până în 1829, apoi în companie cu H. G. O. Dwight a călătorit prin Armenia și Georgia și în Persia. Ei și-au publicat observațiile, Cercetări misionare în Armenia, în 1833, în două volume. Eli Smith s-a stabilit la Beirut în 1833.
Împreună cu  Edward Robinson, a făcut două călătorii în Țara Sfântă în 1838 și 1852, acționând ca interpret pentru Robinson în încercarea sa de a identifica și înregistra numele biblice ale locurilor din Palestina, care a fost ulterior publicată în lucrarea lui Robinson Cercetări biblice în Palestina.